# Złota Malina dla najgorszego aktora
Złota Malina dla najgorszego aktora – filmowa antynagroda przyznawana corocznie za najgorsze męskie pierwszoplanowe kreacje aktorskie w roku poprzedzającym jej przyznanie. Poniższa lista zawiera nazwiska nagrodzonych, nominowanych oraz filmów i ról, za jakie otrzymali nominacje.
W kategorii tej nominowane i nagradzane są także osoby będące bohaterami filmów dokumentalnych, otrzymujące wyróżnienia za wykorzystane materiały archiwalne z ich udziałem, za co krytykowano Golden Raspberry Award Foundation.

## Wyróżnieni w poszczególnych latach

### 1980–1989
| Rok                                     | Aktor                           | Film                         | Postać |
| --------------------------------------- | ------------------------------- | ---------------------------- | ------ |
| 1980 (1.)                               |                                 |                              |        |
| Neil Diamond                            | The Jazz Singer                 | Yussel Rabinovitch           |        |
| Michael Beck                            | Xanadu                          | Sonny Malone                 |        |
| Robert Blake                            | Od wybrzeża do wybrzeża         | Charles Callahan             |        |
| Michael Caine                           | W przebraniu mordercy           | Doktor Robert Elliott        |        |
| Michael Caine                           | Wyspa                           | Blair Maynard                |        |
| Kirk Douglas                            | Saturn 3                        | Adam                         |        |
| Richard Dreyfuss                        | Konkurs                         | Paul Dietrich                |        |
| Anthony Hopkins                         | Zmiana pór roku                 | Adam Evans                   |        |
| Bruce Jenner                            | Can’t Stop the Music            | Ron White                    |        |
| Sam J. Jones                            | Flash Gordon                    | Flash Gordon                 |        |
| 1981 (2.)                               |                                 |                              |        |
| Klinton Spilsbury                       | Legenda o samotnym jeźdźcu      | John Reid / Samotny Jeździec |        |
| Gary Coleman                            | On the Right Track              | Lester                       |        |
| Bruce Dern                              | Tatuaż                          | Karl Kinsky                  |        |
| Richard Harris                          | Tarzan – człowiek małpa         | James Parker                 |        |
| Kris Kristofferson                      | Wrota niebios                   | James Averill                |        |
| Kris Kristofferson                      | Prolongata                      | Hubbell Smith                |        |
| 1982 (3.)                               |                                 |                              |        |
| Laurence Olivier                        | Inchon                          | Douglas MacArthur            |        |
| Willie Aames                            | Raj                             | David                        |        |
| Willie Aames                            | Chłopak o bombowym wzroku       | Peyton Nichols               |        |
| Christopher Atkins                      | Film o piratach                 | Frederic                     |        |
| Luciano Pavarotti                       | Yes, Giorgio                    | Giorgio Fini                 |        |
| Arnold Schwarzenegger                   | Conan barbarzyńca               | Conan                        |        |
| 1983 (4.)                               |                                 |                              |        |
| Christopher Atkins                      | A Night in Heaven               | Rick Monroe                  |        |
| Lloyd Bochner                           | Kobieta samotna                 | Walter Thornton              |        |
| Lou Ferrigno                            | Przygody Herkulesa              | Herkules                     |        |
| Barbra Streisand (w przebraniu chłopca) | Jentł                           | „Anshel” Mendel              |        |
| John Travolta                           | Pozostać żywym                  | Tony Manero                  |        |
| John Travolta                           | W swoim rodzaju                 | Zack Melon                   |        |
| 1984 (5.)                               |                                 |                              |        |
| Sylvester Stallone                      | Kryształ górski                 | Nick Martinelli              |        |
| Lorenzo Lamas                           | Taniec ciała                    | Chilly                       |        |
| Jerry Lewis                             | Komedia z innego wymiaru        | Wilbur Swain / Caleb Swain   |        |
| Peter O’Toole                           | Supergirl                       | Zaltar                       |        |
| Burt Reynolds                           | Wyścig armatniej kuli II        | J.J. McClure                 |        |
| Burt Reynolds                           | Gorący towar                    | Mike Murphy                  |        |
| 1985 (6.)                               |                                 |                              |        |
| Sylvester Stallone                      | Rambo II                        | John Rambo                   |        |
| Sylvester Stallone                      | Rocky IV                        | Rocky Balboa                 |        |
| Divine                                  | Żądza na pustyni                | Rosie Velez                  |        |
| Richard Gere                            | Król Dawid                      | Dawid                        |        |
| Al Pacino                               | Rewolucja                       | Tom Dobb                     |        |
| John Travolta                           | Być doskonałym                  | Adam Lawrence                |        |
| 1986 (7.)                               |                                 |                              |        |
| Prince                                  | Zakazana miłość                 | Christopher Tracy            |        |
| Emilio Estevez                          | Maksymalne przyspieszenie       | Bill Robinson                |        |
| Judd Nelson                             | Smutne miasto                   | Billy Turner                 |        |
| Sean Penn                               | Niespodzianka z Szanghaju       | Glendon Wasey                |        |
| Sylvester Stallone                      | Cobra                           | Marion „Cobra” Cobretti      |        |
| 1987 (8.)                               |                                 |                              |        |
| Bill Cosby                              | Leonard, część 6                | Leonard Parker               |        |
| „Rekin Bruce”                           | Szczęki 4: Zemsta               | A shark                      |        |
| Judd Nelson                             | Strzał z biodra                 | Robin „Stormy” Weathers      |        |
| Ryan O’Neal                             | Twardziele nie tańczą           | Tim Madden                   |        |
| Sylvester Stallone                      | Ponad szczytem                  | Lincoln Hawk                 |        |
| 1988 (9.)                               |                                 |                              |        |
| Sylvester Stallone                      | Rambo III                       | John Rambo                   |        |
| Tom Cruise                              | Koktajl                         | Brian Flanagan               |        |
| Bobcat Goldthwait                       | Koń mądrzejszy od jeźdźca       | Fred Chaney                  |        |
| Jackie Mason                            | Golfiarze II                    | Jack Hartounian              |        |
| Burt Reynolds                           | Gliniarz do wynajęcia           | Tony Church                  |        |
| Burt Reynolds                           | Za kamerą                       | John L. Sullivan IV          |        |
| 1989 (10.)                              |                                 |                              |        |
| William Shatner                         | Star Trek V: Ostateczna granica | James T. Kirk                |        |
| Tony Danza                              | Szalona małolata                | Doug Simpson                 |        |
| Ralph Macchio                           | Karate Kid III                  | Daniel LaRusso               |        |
| Sylvester Stallone                      | Osadzony                        | Frank Leone                  |        |
| Sylvester Stallone                      | Tango i Cash                    | Ray Tango                    |        |
| Patrick Swayze                          | Prawo krwi                      | Truman Gates                 |        |
| Patrick Swayze                          | Wykidajło                       | James Dalton                 |        |

### 1990–1999
| Rok                    | Aktor                       | Film                        | Postać |
| ---------------------- | --------------------------- | --------------------------- | ------ |
| 1990 (11.)             |                             |                             |        |
| Andrew Dice Clay       | Przygody Forda Fairlane’a   | Ford Fairlane               |        |
| Prince                 | Graffiti Bridge             | Dzieciak                    |        |
| Mickey Rourke          | Godziny rozpaczy            | Michael Bosworth            |        |
| Mickey Rourke          | Dzika orchidea              | James Wheeler               |        |
| George C. Scott        | Egzorcysta III              | Porucznik William Kinderman |        |
| Sylvester Stallone     | Rocky V                     | Rocky Balboa                |        |
| 1991 (12.)             |                             |                             |        |
| Kevin Costner          | Robin Hood: Książę złodziei | Robin Hood                  |        |
| Andrew Dice Clay       | Dice Rules                  | we własnej osobie           |        |
| Sylvester Stallone     | Oskar                       | Angelo „Snaps” Provolone    |        |
| Vanilla Ice            | Miłość w rytmie rap         | Johnny Van Owen             |        |
| Bruce Willis           | Hudson Hawk                 | Eddie „Hudson Hawk” Hawkins |        |
| 1992 (13.)             |                             |                             |        |
| Sylvester Stallone     | Stój, bo mamuśka strzela    | Sierżant Joe Bomowski       |        |
| Kevin Costner          | Bodyguard                   | Frank Farmer                |        |
| Michael Douglas        | Nagi instynkt               | Detektyw Nick Curran        |        |
| Michael Douglas        | Światło w mroku             | Ed Leland                   |        |
| Jack Nicholson         | Hoffa                       | Jimmy Hoffa                 |        |
| Jack Nicholson         | Kłopoty z facetami          | Eugene Earl Axline          |        |
| Tom Selleck            | Szalona rodzinka            | Jon Aldrich                 |        |
| 1993 (14.)             |                             |                             |        |
| Burt Reynolds          | Półtora gliniarza           | Detektyw Nick McKenna       |        |
| William Baldwin        | Sliver                      | Zeke Hawkins                |        |
| Willem Dafoe           | Sidła miłości               | Frank Dulaney               |        |
| Robert Redford         | Niemoralna propozycja       | John Gage                   |        |
| Arnold Schwarzenegger  | Bohater ostatniej akcji     | Jack Slater                 |        |
| 1994 (15.)             |                             |                             |        |
| Kevin Costner          | Wyatt Earp                  | Wyatt Earp                  |        |
| Macaulay Culkin        | Potyczki z tatą             | Timmy Gleason               |        |
| Macaulay Culkin        | Władca ksiąg                | Richard Tyler               |        |
| Macaulay Culkin        | Richie Rich                 | Richie Rich                 |        |
| Steven Seagal          | Na zabójczej ziemi          | Forrest Taft                |        |
| Sylvester Stallone     | Specjalista                 | Ray Quick                   |        |
| Bruce Willis           | Barwy nocy                  | Dr. Bill Capa               |        |
| Bruce Willis           | Małolat                     | Narrator                    |        |
| 1995 (16.)             |                             |                             |        |
| Pauly Shore            | Sędzia kalosz               | Tommy Collins               |        |
| Kevin Costner          | Wodny świat                 | The Mariner                 |        |
| Kyle MacLachlan        | Showgirls                   | Zack Carey                  |        |
| Keanu Reeves           | Johnny Mnemonic             | Johnny Mnemonic             |        |
| Keanu Reeves           | Spacer w chmurach           | Paul Sutton                 |        |
| Sylvester Stallone     | Zabójcy                     | Robert Rath                 |        |
| Sylvester Stallone     | Sędzia Dredd                | Judge Joseph Dredd          |        |
| 1996 (17.)             |                             |                             |        |
| Tom Arnold (ex aequo)  | Zgrywus                     | Rosco „Fang” Bigger         |        |
| Tom Arnold (ex aequo)  | Bajzel na kółkach           | Franklin Laszlo             |        |
| Tom Arnold (ex aequo)  | Świat według głupich        | Stanley Stupid              |        |
| Pauly Shore (ex aequo) | Eko-jaja                    | Bud Macintosh               |        |
| Keanu Reeves           | Reakcja łańcuchowa          | Eddie Kasalivich            |        |
| Adam Sandler           | Kuloodporni                 | Archie Moses                |        |
| Adam Sandler           | Farciarz Gilmore            | Happy Gilmore               |        |
| Sylvester Stallone     | Tunel                       | Kit Latura                  |        |
| 1997 (18.)             |                             |                             |        |
| Kevin Costner          | Wysłannik przyszłości       | Gordon Krantz               |        |
| Val Kilmer             | Święty                      | Simon Templar               |        |
| Shaquille O’Neal       | Stalowy rycerz              | John Henry Irons / Steel    |        |
| Steven Seagal          | W morzu ognia               | Jack Taggart                |        |
| Jon Voight             | Anakonda                    | Paul Sarone                 |        |
| 1998 (19.)             |                             |                             |        |
| Bruce Willis           | Armageddon                  | Harry Stamper               |        |
| Bruce Willis           | Kod Merkury                 | Art Jeffries                |        |
| Bruce Willis           | Stan oblężenia              | Generał William Devereaux   |        |
| Ralph Fiennes          | Rewolwer i melonik          | John Steed                  |        |
| Ryan O’Neal            | Spalić Hollywood            | James Edmunds               |        |
| Ryan Phillippe         | Klub 54                     | Shane O’Shea                |        |
| Adam Sandler           | Kariera frajera             | Bobby Boucher               |        |
| 1999 (20.)             |                             |                             |        |
| Adam Sandler           | Supertata                   | Sonny Koufax                |        |
| Kevin Costner          | Gra o miłość                | Billy Chapel                |        |
| Kevin Costner          | List w butelce              | Garret Blake                |        |
| Kevin Kline            | Bardzo dziki zachód         | Artemus Gordon              |        |
| Arnold Schwarzenegger  | I stanie się koniec         | Jericho Cane                |        |
| Robin Williams         | Człowiek przyszłości        | Andrew Martin               |        |
| Robin Williams         | Jakub kłamca                | Jakob                       |        |

### 2000–2009
| Rok                                                              | Aktor                                 | Film                                                 | Postać |
| ---------------------------------------------------------------- | ------------------------------------- | ---------------------------------------------------- | ------ |
| 2000 (21.)                                                       |                                       |                                                      |        |
| John Travolta                                                    | Bitwa o Ziemię                        | Terl                                                 |        |
| John Travolta                                                    | Numer stulecia                        | Russ Richards                                        |        |
| Leonardo DiCaprio                                                | Niebiańska plaża                      | Richard                                              |        |
| Adam Sandler                                                     | Mały Nicky                            | Nicky                                                |        |
| Arnold Schwarzenegger                                            | 6-ty dzień                            | Adam Gibson                                          |        |
| Sylvester Stallone                                               | Dorwać Cartera                        | Jack Carter                                          |        |
| 2001 (22.)                                                       |                                       |                                                      |        |
| Tom Green                                                        | Luźny gość                            | Gordon „Gord” Brody                                  |        |
| Ben Affleck                                                      | Pearl Harbor                          | Kapitan Rafe McCawley                                |        |
| Kevin Costner                                                    | 3000 mil do Graceland                 | Thomas J. Murphy                                     |        |
| Keanu Reeves                                                     | Krótka piłka                          | Conor O’Neill                                        |        |
| Keanu Reeves                                                     | Słodki listopad                       | Nelson Moss                                          |        |
| John Travolta                                                    | Teren prywatny                        | Frank Morrison                                       |        |
| John Travolta                                                    | Kod dostępu                           | Gabriel Shear                                        |        |
| 2002 (23.)                                                       |                                       |                                                      |        |
| Roberto Benigni zdubbingowany jak Godzilla przez Breckina Meyera | Pinokio                               | Pinokio                                              |        |
| Adriano Giannini                                                 | Rejs w nieznane                       | Giuseppe                                             |        |
| Eddie Murphy                                                     | Pluto Nash                            | Pluto Nash / Rex Crater                              |        |
| Eddie Murphy                                                     | Ja, szpieg                            | Kelly Robinson                                       |        |
| Eddie Murphy                                                     | Showtime                              | Oficer Trey Sellars                                  |        |
| Adam Sandler                                                     | Osiem szlonych nocy                   | Davey Stone / Whitey Duvall / Eleanore Duvall / Deer |        |
| Adam Sandler                                                     | Mr. Deeds: Milioner z przypadku       | Longfellow Deeds                                     |        |
| Steven Seagal                                                    | Wpół do śmierci                       | Sasha Petrosevitch                                   |        |
| 2003 (24.)                                                       |                                       |                                                      |        |
| Ben Affleck                                                      | Daredevil                             | Matt Murdock / Daredevil                             |        |
| Ben Affleck                                                      | Gigli                                 | Larry Gigli                                          |        |
| Ben Affleck                                                      | Zapłata                               | Michael Jennings                                     |        |
| Cuba Gooding Jr.                                                 | Statek miłości                        | Jerry Robinson                                       |        |
| Cuba Gooding Jr.                                                 | Wojna pokus                           | Darrin Hill                                          |        |
| Cuba Gooding Jr.                                                 | Radio                                 | James Robert „Radio” Kennedy                         |        |
| Justin Guarini                                                   | Justin i Kelly                        | Justin Bell                                          |        |
| Ashton Kutcher                                                   | Fałszywa dwunastka                    | Hank                                                 |        |
| Ashton Kutcher                                                   | Nowożeńcy                             | Tom Leezak                                           |        |
| Ashton Kutcher                                                   | Córka mojego szefa                    | Tom Stansfield                                       |        |
| Mike Myers                                                       | Kot                                   | Kot w Kapeluszu                                      |        |
| 2004 (25.)                                                       |                                       |                                                      |        |
| George W. Bush                                                   | Fahrenheit 9.11                       | we własnej osobie                                    |        |
| Ben Affleck                                                      | Dziewczyna z Jersey                   | Oliver „Ollie” Trinke                                |        |
| Ben Affleck                                                      | Przetrwać święta                      | Drew Latham                                          |        |
| Vin Diesel                                                       | Kroniki Riddicka                      | Richard B. Riddick                                   |        |
| Colin Farrell                                                    | Aleksander                            | Aleksander Wielki                                    |        |
| Ben Stiller                                                      | Nadchodzi Polly                       | Reuben Feffer                                        |        |
| Ben Stiller                                                      | Legenda telewizji                     | Arturo Mendez                                        |        |
| Ben Stiller                                                      | Zabawy z piłką                        | White Goodman                                        |        |
| Ben Stiller                                                      | Zawiść                                | Tim Dingman                                          |        |
| Ben Stiller                                                      | Starsky i Hutch                       | David Starsky                                        |        |
| 2005 (26.)                                                       |                                       |                                                      |        |
| Rob Schneider                                                    | Deuce Bigalow: Boski żigolo w Europie | Deuce Bigalow                                        |        |
| Tom Cruise                                                       | Wojna światów                         | Ray Ferrier                                          |        |
| Will Ferrell                                                     | Czarownica                            | Jack Wyatt / Darrin Stephens                         |        |
| Will Ferrell                                                     | Tygrysy murawy                        | Phil Weston                                          |        |
| Dwayne Johnson                                                   | Doom                                  | Asher „Sarge” Mahonin                                |        |
| Jamie Kennedy                                                    | Dziedzic maski                        | Tim Avery                                            |        |
| 2006 (27.)                                                       |                                       |                                                      |        |
| Marlon Wayans i Shawn Wayans                                     | Mały                                  | Calvin Simms and Darryl Edwards                      |        |
| Tim Allen                                                        | Śnięty Mikołaj 3: Uciekający Mikołaj  | Święty Mikołaj / Scott Calvin                        |        |
| Tim Allen                                                        | Na psa urok                           | Dave Douglas                                         |        |
| Tim Allen                                                        | Zoom: Akademia superbohaterów         | Jack Shepard / Kapitan Zoom                          |        |
| Nicolas Cage                                                     | Kult                                  | Edward Malus                                         |        |
| Larry the Cable Guy                                              | Inspektor do zadań specjalnych        | Larry                                                |        |
| Rob Schneider                                                    | Grzanie ławy                          | Gus Matthews                                         |        |
| Rob Schneider                                                    | Mały                                  | D-Rex                                                |        |
| 2007 (28.)                                                       |                                       |                                                      |        |
| Eddie Murphy                                                     | Norbit                                | Norbit Albert Rice                                   |        |
| Nicolas Cage                                                     | Ghost Rider                           | Johnny Blaze / Ghost Rider                           |        |
| Nicolas Cage                                                     | Skarb narodów: Księga tajemnic        | Benjamin Franklin Gates                              |        |
| Nicolas Cage                                                     | Next                                  | Cris Johnson                                         |        |
| Jim Carrey                                                       | Numer 23                              | Walter Sparrow / detektyw Fingerling                 |        |
| Cuba Gooding Jr.                                                 | Małolaty na obozie                    | Charlie Hinton                                       |        |
| Cuba Gooding Jr.                                                 | Norbit                                | Deion Hughes                                         |        |
| Adam Sandler                                                     | Państwo młodzi: Chuck i Larry         | Chuck Levine                                         |        |
| 2008 (29.)                                                       |                                       |                                                      |        |
| Mike Myers                                                       | Guru miłości                          | Guru Maurice Pitka                                   |        |
| Larry the Cable Guy                                              | Świadek bezbronny                     | Larry Stalder                                        |        |
| Eddie Murphy                                                     | Mów mi Dave                           | Dave Ming Cheng / Kapitan                            |        |
| Al Pacino                                                        | 88 minut                              | Doktor Jack Gramm                                    |        |
| Al Pacino                                                        | Zawodowcy                             | Detektyw David „Rooster” Fisk                        |        |
| Mark Wahlberg                                                    | Zdarzenie                             | Elliot Moore                                         |        |
| Mark Wahlberg                                                    | Max Payne                             | Max Payne                                            |        |
| 2009 (30.)                                                       |                                       |                                                      |        |
| Jonas Brothers                                                   | Jonas Brothers: Koncert 3D            | oni sami                                             |        |
| Will Ferrell                                                     | Zaginiony ląd                         | doktor Rick Marshall                                 |        |
| Steve Martin                                                     | Różowa Pantera 2                      | Jacques Clouseau                                     |        |
| Eddie Murphy                                                     | Wyobraź sobie                         | Evan Danielson                                       |        |
| John Travolta                                                    | Stare wygi                            | Charlie Reed                                         |        |

### 2010–2019
| Rok                 | Aktor                                                         | Film                       | Postać |
| ------------------- | ------------------------------------------------------------- | -------------------------- | ------ |
| 2010 (31.)          |                                                               |                            |        |
| Ashton Kutcher      | Pan i pani Kiler                                              | Spencer Aimes              |        |
| Ashton Kutcher      | Walentynki                                                    | Reed Bennett               |        |
| Jack Black          | Podróże Guliwera                                              | Lemuel Gulliver            |        |
| Gerard Butler       | Dorwać byłą                                                   | Milo Boyd                  |        |
| Taylor Lautner      | Saga „Zmierzch”: Zaćmienie                                    | Jacob Black                |        |
| Taylor Lautner      | Walentynki                                                    | Willy Harrington           |        |
| Robert Pattinson    | Twój na zawsze                                                | Tyler Hawkins              |        |
| Robert Pattinson    | Saga „Zmierzch”: Zaćmienie                                    | Edward Cullen              |        |
| 2011 (32.)          |                                                               |                            |        |
| Adam Sandler        | Jack i Jill                                                   | Jack Sadelstein            |        |
| Adam Sandler        | Żona na niby                                                  | Doktor Danny Maccabee      |        |
| Russell Brand       | Arthur                                                        | Arthur Bach                |        |
| Nicolas Cage        | Piekielna zemsta                                              | Milton                     |        |
| Nicolas Cage        | Polowanie na czarownice                                       | Behmen von Bleibruck       |        |
| Nicolas Cage        | Anatomia strachu                                              | Kyle Miller                |        |
| Taylor Lautner      | Porwanie                                                      | Nathan Harper              |        |
| Taylor Lautner      | Saga „Zmierzch”: Przed świtem – część 1                       | Jacob Black                |        |
| Nick Swardson       | Bucky Larson: Urodzony gwiazdor                               | Bucky Larson               |        |
| 2012 (33.)          |                                                               |                            |        |
| Adam Sandler        | Spadaj, tato                                                  | Donny Berger               |        |
| Nicolas Cage        | Ghost Rider 2                                                 | Johnny Blaze / Ghost Rider |        |
| Nicolas Cage        | Bóg zemsty                                                    | Will Gerard                |        |
| Eddie Murphy        | Tysiąc słów                                                   | Jack McCall                |        |
| Robert Pattinson    | Saga „Zmierzch”: Przed świtem – część 2                       | Edward Cullen              |        |
| Tyler Perry         | Alex Cross                                                    | Alex Cross                 |        |
| Tyler Perry         | Dobre uczynki                                                 | Wesley Deeds               |        |
| 2013 (34.)          |                                                               |                            |        |
| Jaden Smith         | 1000 lat po Ziemi                                             | Kitai Raige                |        |
| Johnny Depp         | Jeździec znikąd                                               | Tonto                      |        |
| Ashton Kutcher      | Jobs                                                          | Steve Jobs                 |        |
| Adam Sandler        | Jeszcze większe dzieci                                        | Lenny Feder                |        |
| Sylvester Stallone  | Kula w łeb                                                    | James Bonomo               |        |
| Sylvester Stallone  | Plan ucieczku                                                 | Ray Breslin                |        |
| Sylvester Stallone  | Legendy ringu                                                 | Henry „Razor” Sharp        |        |
| 2014 (35.)          |                                                               |                            |        |
| Kirk Cameron        | Saving Christmas                                              | Kirk                       |        |
| Nicolas Cage        | Czasy ostateczne: Pozostawieni                                | Rayford Steele             |        |
| Kellan Lutz         | Legenda Herkulesa                                             | Herkules                   |        |
| Seth MacFarlane     | Milion sposobów, jak zginąć na Zachodzie                      | Albert Stark               |        |
| Adam Sandler        | Rodzinne rewolucje                                            | Jim Friedman               |        |
| 2015 (36.)          |                                                               |                            |        |
| Jamie Dornan        | Pięćdziesiąt twarzy Greya                                     | Christian Grey             |        |
| Johnny Depp         | Bezwstydny Mortdecai                                          | Charlie Mortdecai          |        |
| Kevin James         | Oficer Blart w Las Vegas                                      | Paul Blart                 |        |
| Adam Sandler        | Magik z Nowego Jorku                                          | Max Simkin                 |        |
| Adam Sandler        | Piksele                                                       | Sam Brenner                |        |
| Channing Tatum      | Jupiter: Intronizacja                                         | Caine Wise                 |        |
| 2016 (37.)          |                                                               |                            |        |
| Dinesh D’Souza      | Hillary’s America: The Secret History of the Democratic Party | we własnej osobie          |        |
| Ben Affleck         | Batman v Superman: Świt sprawiedliwości                       | Batman                     |        |
| Gerard Butler       | Bogowie Egiptu                                                | Set                        |        |
| Gerard Butler       | Londyn w ogniu                                                | Mike Banning               |        |
| Henry Cavill        | Batman v Superman: Świt sprawiedliwości                       | Superman                   |        |
| Robert De Niro      | Co ty wiesz o swoim dziadku?                                  | Dick Kelly                 |        |
| Ben Stiller         | Zoolander 2                                                   | Derek Zoolander            |        |
| 2017 (38.)          |                                                               |                            |        |
| Tom Cruise          | Mumia                                                         | Nick Morton                |        |
| Johnny Depp         | Piraci z Karaibów: Zemsta Salazara                            | Jack Sparrow               |        |
| Jamie Dornan        | Ciemniejsza strona Greya                                      | Christian Grey             |        |
| Zac Efron           | Baywatch. Słoneczny patrol                                    | Matt Brody                 |        |
| Mark Wahlberg       | Co wiecie o swoich dziadkach?                                 | Dusty Mayron               |        |
| Mark Wahlberg       | Transformers: Ostatni rycerz                                  | Cade Yeager                |        |
| 2018 (39.)          |                                                               |                            |        |
| Donald Trump        | Death of a Nation Fahrenheit 11/9                             | we własnej osobie          |        |
| Johnny Depp         | Gnomeo i Julia: Tajemnica zaginionych krasnali                | Sherlock Gnom (dubbing)    |        |
| Will Ferrell        | Sherlock i Watson                                             | Sherlock Holmes            |        |
| John Travolta       | Gotti                                                         | John Gotti                 |        |
| Bruce Willis        | Życzenie śmierci                                              | Paul Kersey                |        |
| 2019 (40.)          |                                                               |                            |        |
| John Travolta       | Fanatyk Na zakręcie                                           | Moose Sam Munroe           |        |
| James Franco        | Zeroville                                                     | Wikary                     |        |
| David Harbour       | Hellboy                                                       | Hellboy / Anung Un Rama    |        |
| Matthew McConaughey | Przynęta                                                      | Baker Dill                 |        |
| Sylvester Stallone  | Rambo: Ostatnia krew                                          | John Rambo                 |        |

### 2020–2029
| Rok                                 | Aktor                    | Film                              | Postać |
| ----------------------------------- | ------------------------ | --------------------------------- | ------ |
| 2020 (41.)                          |                          |                                   |        |
| Mike Lindell („Koleś od My Pillow”) | Absolute Proof           | we własnej osobie                 |        |
| Robert Downey Jr.                   | Doktor Dolittle          | Dr John Dolittle                  |        |
| Michele Morrone                     | 365 dni                  | Don Massimo Torricelli            |        |
| Adam Sandler                        | Hubie ratuje Halloween   | Hubie Dubois                      |        |
| David Spade                         | Niewłaściwa Missy        | Tim Morris                        |        |
| 2021 (42.)                          |                          |                                   |        |
| LeBron James                        | Kosmiczny mecz: Nowa era | LeBron James                      |        |
| Scott Eastwood                      | Niebezpieczny            | Dylan „D” Forrester               |        |
| Roe Hartrampf                       | Diana: Musical           | Karol, książę Walii               |        |
| Ben Platt                           | Drogi Evanie Hansenie    | Evan Hansen                       |        |
| Mark Wahlberg                       | W nieskończoność         | Evan McCauley i Heinrich Treadway |        |
| 2022 (43.)                          |                          |                                   |        |
| Jared Leto                          | Morbius                  | Dr Michael Morbius                |        |
| Pete Davidson                       | Pies w rozmiarze XXL     | Marmaduke (dubbing)               |        |
| Tom Hanks                           | Pinokio                  | Geppetto                          |        |
| Machine Gun Kelly                   | Miłego Żalu              | London Clash                      |        |
| Sylvester Stallone                  | Samarytanin              | Joe Smith / Samarytanin / Nemezis |        |
| 2023 (44.)                          |                          |                                   |        |
| Jon Voight                          | Mercy                    | Patrick Quinn                     |        |
| Russell Crowe                       | Egzorcysta papieża       | Gabriele Amorth                   |        |
| Vin Diesel                          | Szybcy i wściekli 10     | Dominic Toretto                   |        |
| Chris Evans                         | Randka, bez odbioru      | Cole Turner                       |        |
| Jason Statham                       | Meg 2: Głębia            | Jonas Taylor                      |        |
| 2024 (45.)                          |                          |                                   |        |
| Jerry Seinfeld                      | Bez lukru                | Bob Cabana                        |        |
| Jack Black                          | Drogi Mikołaju           | Szatan / „święty Mikołaj”         |        |
| Zachary Levi                        | Harold i magiczna kredka | Harold                            |        |
| Joaquin Phoenix                     | Joker: Folie à deux      | Arthur „Joker” Fleck              |        |
| Dennis Quaid                        | Reagan                   | Ronald Reagan                     |        |

### Wyróżnienia specjalne
| Rok        | Kategoria                | Nominowani         |
| ---------- | ------------------------ | ------------------ |
| 1990 (10.) | Najgorszy aktor dekady   | Sylvester Stallone |
| 1990 (10.) | Najgorszy aktor dekady   | Christopher Atkins |
| 1990 (10.) | Najgorszy aktor dekady   | Ryan O’Neal        |
| 1990 (10.) | Najgorszy aktor dekady   | Prince             |
| 1990 (10.) | Najgorszy aktor dekady   | John Travolta      |
| 2000 (20.) | Najgorszy aktor stulecia | Sylvester Stallone |
| 2000 (20.) | Najgorszy aktor stulecia | Kevin Costner      |
| 2000 (20.) | Najgorszy aktor stulecia | Prince             |
| 2000 (20.) | Najgorszy aktor stulecia | William Shatner    |
| 2000 (20.) | Najgorszy aktor stulecia | Pauly Shore        |
| 2010 (30.) | Najgorszy aktor dekady   | Eddie Murphy       |
| 2010 (30.) | Najgorszy aktor dekady   | Ben Affleck        |
| 2010 (30.) | Najgorszy aktor dekady   | Mike Myers         |
| 2010 (30.) | Najgorszy aktor dekady   | Rob Schneider      |
| 2010 (30.) | Najgorszy aktor dekady   | John Travolta      |

## Rekordziści
| \| Rekordzista \| Aktor \| Za film \| Wiek \| \| --------------------- \| ------------ \| ------------------ \| ------ \| \| Najstarszy laureat \| Jon Voight \| Mercy \| 85 lat \| \| Najstarszy nominowany \| Jon Voight \| Mercy \| 85 lat \| \| Najmłodszy lauteat \| Jaden Smith \| 1000 lat po Ziemi \| 15 lat \| \| Najmłodszy nominowany \| Gary Coleman \| On the Right Track \| 14 lat \| | 4 wygrane - Sylvester Stallone 3 wygrane - Kevin Costner - Adam Sandler 2 wygrane - Pauly Shore - John Travolta |                    |        |
| Rekordzista | Aktor | Za film            | Wiek   |
| Najstarszy laureat | Jon Voight | Mercy              | 85 lat |
| Najstarszy nominowany | Jon Voight | Mercy              | 85 lat |
| Najmłodszy lauteat | Jaden Smith | 1000 lat po Ziemi  | 15 lat |
| Najmłodszy nominowany | Gary Coleman | On the Right Track | 14 lat |

### Najczęściej nominowani
| 16 nominacji - Sylvester Stallone 12 nominacji - Adam Sandler 7 nominacji - Kevin Costner - John Travolta 5 nominacji - Nicolas Cage - Eddie Murphy 4 nominacje - Ben Affleck - Johnny Depp - Arnold Schwarzenegger - Bruce Willis 3 nominacje - Tom Cruise - Will Ferrell - Ashton Kutcher - Keanu Reeves - Burt Reynolds - Steven Seagal - Mark Wahlberg | 2 nominacje - Christopher Atkins - Jack Black - Gerard Butler - Andrew Dice Clay - Vin Diesel - Jamie Dornan - Cuba Gooding Jr. - Larry the Cable Guy - Taylor Lautner - Mike Myers - Judd Nelson - Ryan O’Neal - Al Pacino - Robert Pattinson - Prince - Rob Schneider - Pauly Shore - Ben Stiller - Jon Voight |